# Родень
Ро́день (Родня) — укріплений го́род на так званій Княжій Горі, неподалік від гирла Росі на південь від Канева.

## Дослідження
Археологічні досліди датують початки цього міста VII — VIII ст., але найвищого економічного і культурного розквіту Родень досяг у XI -  XII ст. Тоді він став не тільки фортецею проти нападів кочовиків, але й важливим ремісничим та торговельним осередком.
Родень впав жертвою татарського погрому у 1239 - 1240 pp. і вже більше не був відбудований. Розкопи Роденя провадили серед інших М. Біляшівський (1891) і у 1958-65 експедиція Київського Університету (Мезенцева Г. «Давньоруське місто Родень», 1958).
Є підстави вважати Родень давнім племінним центром русів, та центром культу давньослов'янського верховного бога Рода — бога неба та всесвіту.
За князя Святослава у Родені знаходився княжий «двор теремный». У 980 році під час війни за Київський престол, сюди втік Ярополк Святославич від свого брата Володимира, але після тривалої осади був убитий найманцями варягами.
За часів полюддя поблизу Роденя був пункт остаточного збору кораблів перед їхнім відправленням до Візантії. Тут відбувалося їх остаточне споряджання, підготовка та перевантаження товарів. На думку академіка Б. Рибакова, Родень - це і є загадкова Артанія східних авторів.

## Городище на Княжій горі
Княжою горою називають стрімкий виступ правого берега Дніпра на одному з урочищ поблизу м. Канів. Тут збереглися залишки давньоруського городища X–XIII ст., яке історики ототожнюють з літописним «градом» Родень, що згадується в «Повісті временних літ» у статті про події 980. Городище мало дві укріплені частини, від яких збереглися залишки валів і ровів. У дитинці вздовж стін розміщувалися житлові (понад 30) і господарські споруди. Імовірно, була й дерев'яна церква, про що свідчать знахідки хрестів та ін. церковне начиння. В окольному граді будівлі стояли в кілька рядів (відкрито понад 25 жител). Речовий матеріал досить різноманітний — с.-г. знаряддя праці, інструменти ремісників, ваги й гирки, монети та імпортні речі, побутовий інвентар, глиняний посуд, мідні казанки й чаші. З культових речей знайдено свічники, панікадила, хрести й образки. Досить багато прикрас, у тому числі золотих і срібних, зброї, що вказує на проживання тут, окрім рядового населення, представників соціальної верхівки. Про це свідчать також знахідки 11 скарбів.